# Percorso infernale
Percorso infernale (Checkered Flag or Crash) è un film del 1977 diretto da Alan Gibson.

## Trama
Il pilota di auto da corsa "Walkaway" Madden, soprannominato così a causa della sua abilità nell'uscire illeso dagli incidenti automobilistici, vuole vincere la grande gara fuoristrada Manilla 1000. La fotoreporter C.C. Wainwright intende correre con lui in quella gara per documentare il suo talento, ma Walkaway vuole solo sbarazzarsi di lei. Il promotore dalla parlantina veloce Bo Cochran vuole che la gara venga completata con ogni mezzo necessario.